# Gradišče (gmina Velike Lašče)
Gradišče – wieś w Słowenii, w gminie Velike Lašče. W 2018 roku liczyła 14 mieszkańców.